# Гореня Лепа Вас
Гореня Лепа Вас (словен. Gorenja Lepa vas) — поселення в общині Кршко, Споднєпосавський регіон, Словенія. Висота над рівнем моря: 423 м.